# Richard Powers

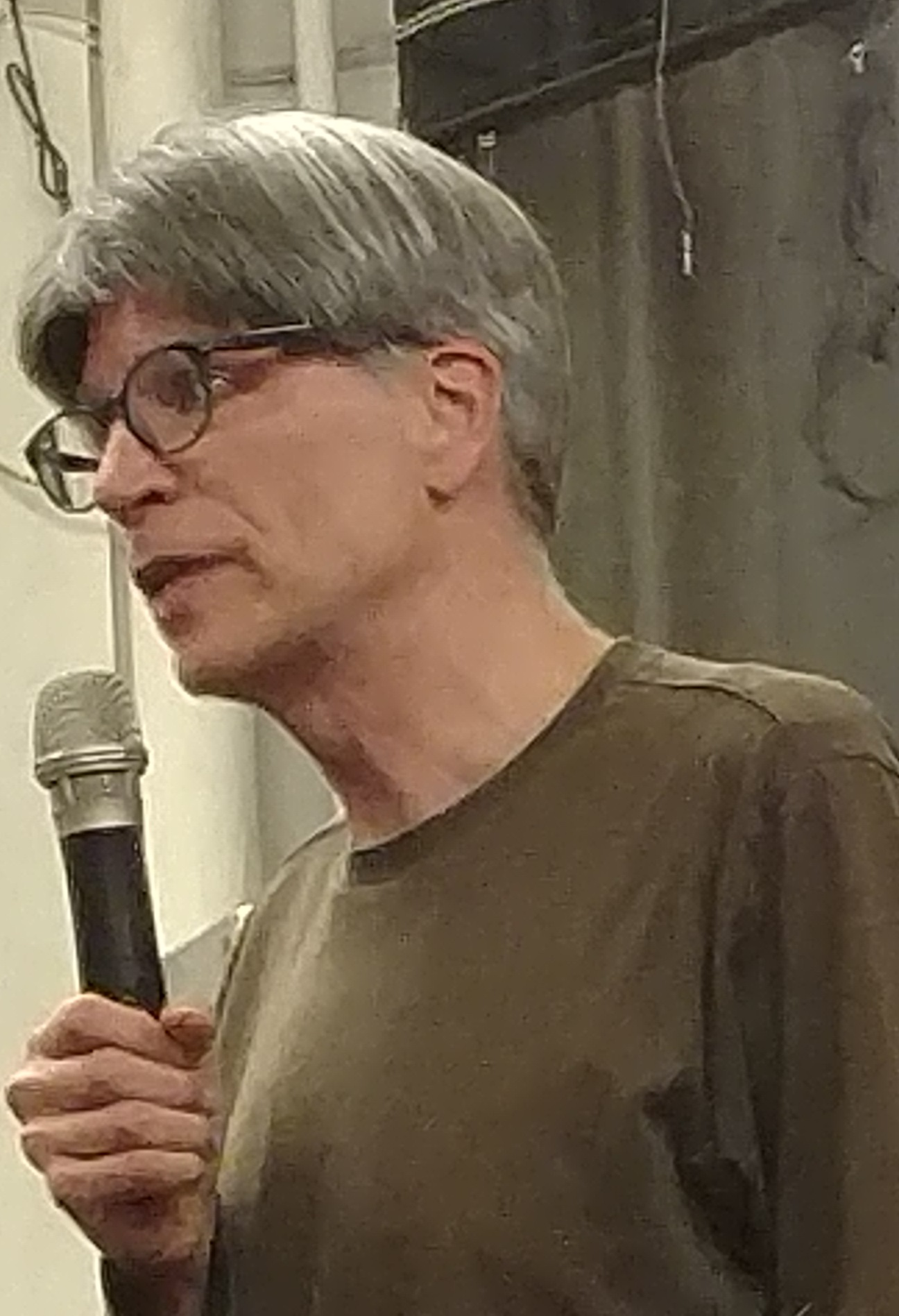
Richard Powers, 2018

Richard Powers (* 18. Juni 1957 in Evanston, Illinois) ist ein US-amerikanischer Schriftsteller. Bekannt wurde Powers vor allem für die literarische Verarbeitung naturwissenschaftlicher und philosophischer Themen, so etwa der aktuellen Gehirnforschung und ihrer psychologischen Implikationen in seinem bekanntesten und preisgekrönten Werk Das Echo der Erinnerung oder der Musikalität und ihrer politischen Relevanz in seiner Familiensaga Der Klang der Zeit.

## Leben
Richard Powers wuchs in einem Vorort von Chicago auf. Im Alter von knapp elf Jahren ging er mit seiner Familie nach Bangkok, wo sein Vater eine Stelle als Lehrer an der Internationalen Schule angenommen hatte. Nach fünf Jahren kehrte er zurück in die USA und studierte zunächst an der University of Illinois Physik.
„Ich wollte immer Wissenschaftler werden, zunächst Ozeanograf, später studierte ich Physik… Nach und nach bekam ich unter den Physikern Platzangst, durch ihren Reduktionismus, der eine so extreme Spezialisierung verlangt, dass jede Entscheidung für eine Sache die Entscheidung gegen Millionen andere Sachen bedeutet. Damals entpuppte sich mein altes Hobby Lesen und Schreiben als Berufung.“
Powers wechselte das Fach und studierte Literaturwissenschaften, die ihn allerdings auch frustrierten. Er nahm zunächst eine Stelle als Programmierer an. Eine Fotografie von August Sander im Kunstmuseum von Boston, die drei Bauern aus dem Westerwald 1914 auf dem Weg zu einem Fest zeigt, faszinierte ihn so, dass er seine Arbeit kündigte und seinen ersten Roman Drei Bauern auf dem Weg zum Tanz verfasste. Das Buch wurde ein überraschender Erfolg.
1985 zog er in die Niederlande, wo er seinen zweiten Roman Prisoner’s Dilemma zu Ende schrieb und einen weiteren, The Gold Bug Variations, verfasste. Nach einem einjährigen Aufenthalt in Cambridge kehrte er 1993 in die Vereinigten Staaten zurück. Er nahm eine Lehrtätigkeit an der University of Illinois at Urbana-Champaign an.
1989 erhielt Powers den „Genie-Preis“ der MacArthur-Stiftung und 1999 den Lannan Literary Award. 1998 wurde er in die American Academy of Arts and Sciences und 2010 in die American Academy of Arts and Letters gewählt.
2006 wurde Powers für seinen Roman Das Echo der Erinnerung der National Book Award for Fiction zugesprochen. Der Roman Die Wurzeln des Lebens wurde im April 2019 mit dem Pulitzer Prize for Fiction ausgezeichnet.
2008 ließ Powers als neunter Mensch überhaupt sein Genom sequenzieren, was er in seiner Reportage Das Buch Ich # 9 beschreibt.
Im Sommersemester 2009 lehrte Richard Powers als Samuel-Fischer-Gastprofessor an der Freien Universität Berlin.
2019 wurde Die Wurzeln des Lebens als Wissensbuch des Jahres ausgezeichnet. Zwei Jahre später gelangte Powers mit seinem Roman Erstaunen auf die Shortlist des britischen Booker Prize.
Der 2024 erschienene Roman Das große Spiel befand sich auf der Longlist des Booker Prize 2024.

## Bibliografie
- 1985: Three Farmers on Their Way to a Dance (deutsch: Drei Bauern auf dem Weg zum Tanz)
- 1988: Prisoner’s Dilemma
- 1991: The Gold Bug Variations
- 1993: Operation Wandering Soul
- 1995: Galatea 2.2 (deutsch: Galatea 2.2)
- 1998: Gain
- 2000: Plowing the Dark (deutsch: Schattenflucht)
- 2003: The Time of Our Singing (deutsch: Der Klang der Zeit)
- 2006: The Echo Maker (deutsch: Das Echo der Erinnerung)
- 2009: Generosity: An Enhancement (deutsch: Das größere Glück)
- 2010: The Book Of Me (deutsch: Das Buch Ich # 9)
- 2014: Orfeo (deutsch: Orfeo)
- 2018: The Overstory (deutsch: Die Wurzeln des Lebens)
- 2021: Bewilderment (deutsch: Erstaunen)
- 2024: Playground (deutsch: Das große Spiel)

## Deutsche Übersetzungen
- Galatea 2.2. Ammann Verlag, Zürich 1997, ISBN 3-596-14276-8 (dt. von Werner Schmitz).
  - als Taschenbuch: S. Fischer Verlag, Frankfurt am Main 2000, ISBN 3-596-14276-8.
- Schattenflucht. S. Fischer Verlag, Frankfurt am Main 2002, ISBN 3-10-059020-1 (dt. von Manfred Allié und Gabriele Kempf-Allié).
  - als Taschenbuch: S. Fischer Verlag, Frankfurt am Main 2006, ISBN 3-596-15382-4.
- Der Klang der Zeit. S. Fischer Verlag, Frankfurt am Main 2004, ISBN 3-10-059021-X (dt. von Manfred Allié und Gabriele Kempf-Allié).
  - als Hörbuch: Universal Classics und Jazz, Berlin 2005, ISBN 3-8291-1550-4 (gelesen von Ulrich Matthes).
  - als Taschenbuch: S. Fischer Verlag, Frankfurt am Main 2005, ISBN 3-596-15971-7.
- Das Echo der Erinnerung. S. Fischer Verlag, Frankfurt am Main 2006, ISBN 3-10-059022-8 (dt. von Manfred Allié und Gabriele Kempf-Allié).
  - als Hörbuch: Universal Family Entertainment, Berlin 2006, ISBN 3-8291-1760-4 (gelesen von Ulrich Matthes).
  - als Taschenbuch: S. Fischer Verlag, Frankfurt am Main 2007, ISBN 978-3-596-17457-7.
  - als Hörspiel: Der Hörverlag, München 2009, ISBN 978-3-86717-486-2 (Regie Fabian von Freier; mit Annett Renneberg, Florian Lukas, Gerd Böckmann u. a.).
- Das größere Glück. S. Fischer Verlag, Frankfurt am Main 2009, ISBN 978-3-596-18092-9 (dt. von Henning Ahrens).
  - als Hörbuch: Argon Verlag, Berlin 2009, ISBN 978-3-86610-942-1 (gelesen von Ulrich Matthes).
- Das Buch Ich #9: Eine Reportage. S. Fischer Verlag, Frankfurt am Main 2010, ISBN 978-3-10-059027-5 (dt. von Manfred Allié).
- Drei Bauern auf dem Weg zum Tanz. S. Fischer Verlag, Frankfurt am Main 2011, ISBN 978-3-10-059026-8 (dt. von Henning Ahrens).
- Orfeo. S. Fischer Verlag, Frankfurt am Main 2014, ISBN 978-3-10-059025-1 (dt. von Manfred Allié).
- Die Wurzeln des Lebens. S. Fischer Verlag, Frankfurt am Main 2018, ISBN 978-3-10-397372-3 (deutsch von Gabriele Kempf-Allié und Manfred Allié).
- Erstaunen. S. Fischer Verlag, Frankfurt am Main 2021, ISBN 978-3-10-397109-5 (deutsch von Gabriele Kempf-Allié und Manfred Allié).
- Das große Spiel. Penguin Verlag, München 2024, ISBN 978-3-328-60371-9 (deutsch von Eva Bonné).